# Armbrust
L'Armbrust è un sistema d'arma anticarro monouso portatile da 67 millimetri sviluppato dalla Germania Ovest, progettato dalla Messerschmitt-Bölkow-Blohm, che in seguito al fallimento della stessa nel 1988 ne vendette i diritti e le licenze di produzione alla Chartered Industries di Singapore (ST Kinetics).
Durante la guerra cambogiana-vietnamita, l'Armbrust fu utilizzato dai Khmer Rossi cambogiani contro il governo cambogiano e l'esercito vietnamita.
L'Armbrust è cannone senza rinculo ed è una delle poche armi di questa tipologia che può essere utilizzata in uno spazio chiuso o non aperto. A differenza della maggior parte delle armi senza rinculo, la massa del proiettile è uguale alla massa del contrappeso e vengono espulsi dalla canna alla stessa velocità iniziale.